# Kazimir Hnatow
Kazimir Hnatow ou Casimir Hnatow est un footballeur français d'origine ukrainienne, né le 9 novembre 1929 à Crusnes (Meurthe-et-Moselle) et mort le 16 décembre 2010 à Vouillé (Deux-Sèvres). Il mesurait 1,77 m  pour 68 kg. 
Il était milieu de terrain et a évolué majoritairement au sein du SCO Angers. 
Il a été sélectionné en équipe de France lors de la Coupe du monde 1958 bien qu'il n'y jouera aucun match. C'est à la suite d'un choc avec lui en barrages 1953-1954 que le gardien de but du Racing Paris René Vignal arrête brutalement sa carrière.

## Carrière de joueur
- 1951-1953 : FC Metz (56 matchs en division 1)[3]
- 1953-1956 : Stade Français (29 matchs et 9 buts marqués en Division 1)
- 1956-1963 : SCO Angers (243 matchs et 19 buts marqués en Division 1)
- 1963-1966 : Chamois niortais

## Palmarès

### En club
- Finaliste de la Coupe de France en 1957 avec le SCO Angers

### EnÉquipe de France
- International Amateurs et B
- Participation à la Coupe du Monde en 1958 (3e)